# Хелоуин (филм, 2007)
Вижте пояснителната страница за други значения на Хелоуин.
„Хелоуин“ (на английски: Halloween) е американски слашър филм на ужасите от 2007 г., римейк на класическия филм от 1978 г.

## Актьорски състав
- Малкълм Макдауъл – д-р Самюъл Лумис
- Тайлър Мейн – Майкъл Майърс
- Шери Муун Зомби – Дебора Майърс
- Скаут Тейлър-Комптън – Лори Струд
- Уилям Форсайт – Рони Уайт
- Даниъл Харис – Ени Брекет
- Дани Трехо – Исмаил Крус
- Брад Дуриф – шериф Лий Брекет